# Ton de Leeuw

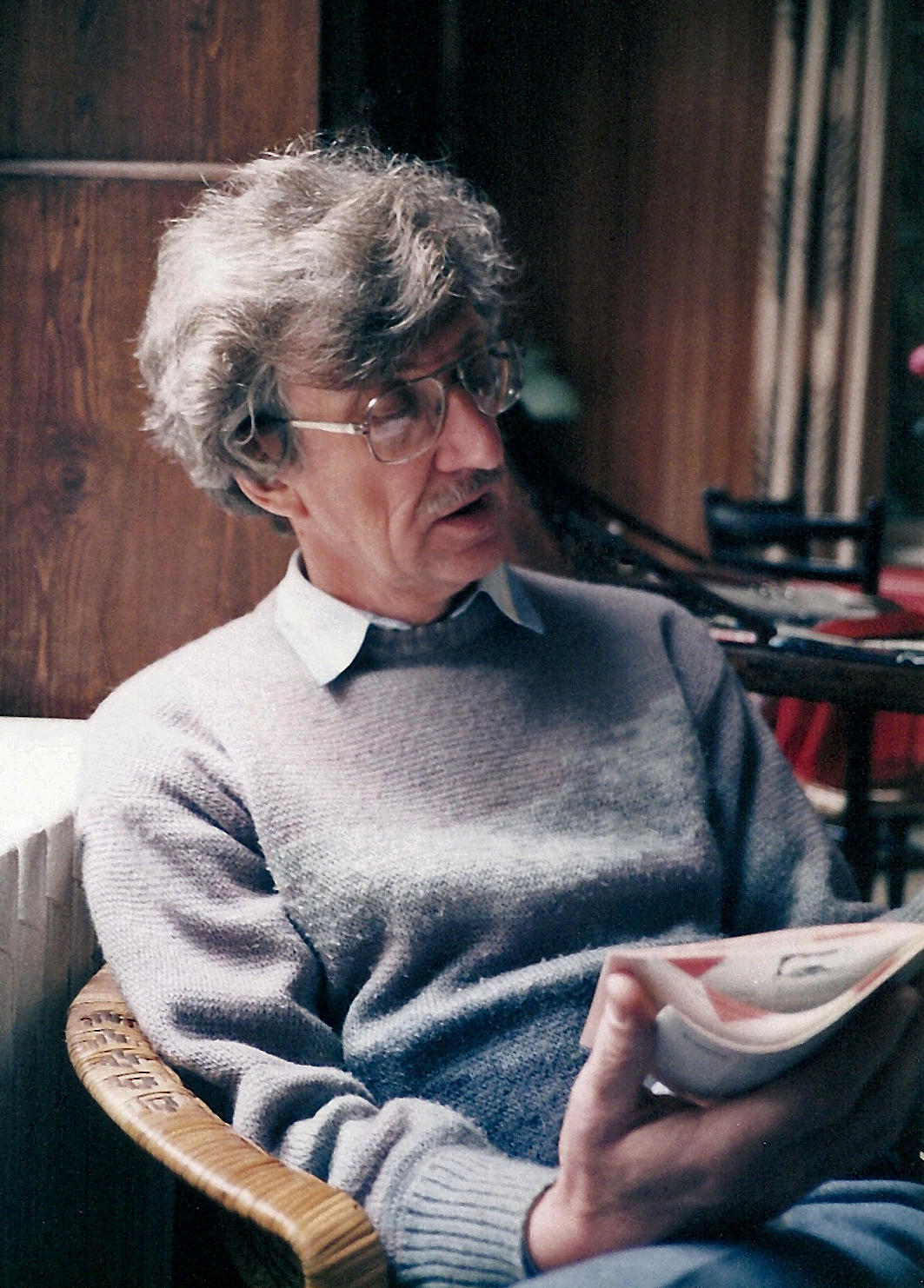
Ton de Leeuw

Antonius Wilhelmus Adrianus de Leeuw (* 16. November 1926 in Rotterdam; † 31. Mai 1996 in Paris) war ein niederländischer Komponist und Musikpädagoge.

## Leben
De Leeuw hatte von 1947 bis 1949 Kompositionsunterricht bei Louis Toebosch und Henk Badings. Danach studierte er Komposition bei Olivier Messiaen und Thomas de Hartmann in Paris und bis 1954 Musikethnologie bei Jaap Kunst an der Universität von Amsterdam.
Von 1954 bis 1959 war er musikalischer Direktor der Nederlands Radio Union. In dieser Zeit entstanden elektroakustische Kompositionen wie z. B. Study. Von 1959 bis 1986 war er Professor für Komposition und Elektroakustische Musik am Sweelinck-Konservatorium Amsterdam, das er auch zeitweise als Direktor leitete. Außerdem unterrichtete er zwischen 1962 und 1982 auch an der Universität von Amsterdam. Zu seinen Schülern zählten u. a. Gheorghi Arnaoudov, Guus Janssen, Michail Goleminov, Paul Termos, Walter Hekster, Liza Lim, Brian Ferneyhough, Tristan Keuris, Chiel Meijering, Daan Manneke, Antoine Beuger, Bernard van Beurden und Otto Sidharta.
Nach Studienaufenthalten in Indien, Japan und Indonesien in den 1960er-Jahren setzte sich de Leeuw für die Verschmelzung asiatischer und abendländischer Musik zu einer neuen „Weltmusik“ ein. 1981 war er Gastprofessor an der University of California, Berkeley. Die letzten zehn Jahre seines Lebens verbrachte er in Paris.
1964 erschien Muziek van de twintigste eeuw, das als Standardwerk über die zeitgenössische Musik gilt und mehrfach neu aufgelegt wurde. Es erschien in deutscher Übersetzung 1995 als Die Sprache der Musik im 20. Jahrhundert und 2005 englisch unter dem Titel Music of the Twentieth Century: A Study of its Elements and Structure.

## Preise
- 1956 Prix Italia
- 1958 Prix des Jeunesses Musicales
- 1963 Prof. Van der Leeuw Prize
- 1969 Visser Neerlandia Prize
- 1970 City of Amsterdam Prize
- 1982 Matthijs Vermeulen Prize
- 1983 Johan Wagenaar Prize
- 1993 Edison Prize
- 2001 Edison Prize (postum)

## Werke
- Treurmuziek in memoriam Willem Pijper, 1948
- Study, elektroakustisches Werk, 1957
- Mouvements rétrogrades, 1960 (UA 1960, Concertgebouw-Orchester unter George Szell)
- Men go their ways für Klavier solo, 1964 (UA 1964, Ivo Janssen)
- Spatial Music I, 1958–66 (UA Niederländisches Rundfunkkammerorchester unter Paul Hupperts)
- Mo-Do für Cembalo, 1974 (UA Vivienne Spiteri)
- Car nos vignes sont en fleur, 1981
- Interlude für Gitarre, 1984 (UA Wim Hoogewerf)
- Chimères, 1984
- Résonances, 1985
- Trio, 1990
- Danses sacrées, Klavierkonzert, 1990
- Antigone, Oper, 1990–1991